# Przedjądrze
Przedjądrze – jądro plemnika lub komórki jajowej podczas procesu zapłodnienia, po wniknięciu plemnika do komórki jajowej, ale zanim nastąpi fuzja przedjądrzy (kariogamia). Przedjądrza są haploidalne, po ich zespoleniu powstaje diploidalne jądro zygoty.